# Artabanes
Artabanes fue un militar bizantino de origen armenio que sirvió bajo el emperador Justiniano I. Siendo inicialmente un rebelde contra la autoridad bizantina, huyó a la Persia sasánida, pero no tardó en regresar a la lealtad bizantina. Sirvió en África, donde ganó fama al matar al general rebelde Guntarico y restaurar la provincia al control del imperio. Estuvo prometido con Preyecta, sobrina del emperador, pero finalmente no se produjo el matrimonio debido a la oposición de la emperatriz Teodora. Reclamado en Constantinopla, se vio envuelto en una fallida conspiración contra Justiniano en los años 548-549, aunque no fue castigado severamente por su implicación. Fue perdonado poco después y enviado a Italia a luchar en la guerra gótica, donde participó en la decisiva victoria bizantina de Casilinum.

## Primeros años
En los años 538-539, en ese momento un hombre joven, participó en la conspiración armenia contra Acacio, el procónsul de Armenia Primera, cuyos pesados impuestos y conducta cruel causaron un gran resentimiento. El propio Artabanes mató a Acacio. Poco después, en una escaramuza entre los rebeldes y el ejército bizantino en Oenochalacon, Artabanes pudo haber matado asimismo al general bizantino Sitas, enviado por el emperador Justiniano I para sofocar la rebelión. El padre de Artabanes, Juan, trató de negociar un acuerdo con el sucesor de Sitas, Buces, pero fue asesinado por este. Este hecho obligó a Artabanes y sus seguidores a buscar la ayuda del gobernante sasánida Cosroes I. Pasando al bando persa, los siguientes años Artabanes y quienes lo siguieron tomaron parte en las campañas de Cosroes contra el Imperio bizantino.
En algún momento alrededor del año 544 (o quizá tan pronto como el año 542), Artabanes, su hermano Juan y otros armenios desertaron y se pasaron al bando bizantino.

## Servicio en África
Artabanes y su hermano fueron puestos al mando de un pequeño contingente armanio y enviados en la primavera del año 545, bajo las órdenes del senador Areobindo, a África, donde los bizantinos estaban envueltos en una prologada guerra con los pueblos moros. Poco después de su llegada, Juan murió en la batalla de Sicca Veneria, un enfrentamiento con las fuerzas rebeldes del renegado Estotzas. Artabanes y sus hombres permanecieron leales a Areobindo durante la rebelión del dux Guntarico a finales del año 545. Este, aliado con el caudillo moro Antalas, marchó sobre Cartago y capturó las puertas de la ciudad. A instancias de Artabanes, Areobindo decidió enfrentar al rebelde. Los dos ejércitos parecían igualados, hasta que Areobindo se asustó y huyó a un monasterio buscando refugio. Entonces, las tropas leales a él también huyeron y la ciudad cayó en poder de Guntarico.
Aunque Guntarico mató finalmente a Areobindo, Artabanes garantizó su seguridad y se comprometió con su servicio. En secreto, sin embargo, comenzó a planear su destitución. Poco después, se le encargó una expedición contra los moros de Antalas. Marchó al sur, junto con un contingente moro aliado a las órdenes de Cutzinas. Los hombres de Antalas huyeron antes, pero Artabanes no los persiguió. Según Procopio de Cesarea, consideró llevar a sus hombres para unirse a la guarnición de Hadrumetum —que estaba a las órdenes de Marcencio— que se mantenía leal al Imperio, pero decidió regresó a Cartago y continuar con su plan de eliminar a Guntarico. Mantuvo el plan en secreto absoluto durante mucho tiempo, confiando solo en sus dos cercanos amigos armenios. Incluso la unidad armenia de soldados veteranos completamente leales y elegidos por personalmente por él no se dieron cuenta de lo que pasaba hasta el último momento. Que los planes permanecieran ocultos se logró sobre todo porque los conspiradores intercambiaban mensajes en su lengua materna. El armenio era un idioma incomprensible para el resto de miembros del ejército imperial de África.
A su regreso a Cartago, justificó su decisión insistiendo en que se necesitaba todo el ejército para sofocar a los insurgentes e instó a Guntarico para que se presentara. Al mismo tiempo, conspiró con su sobrino Gregorio y algunos otros de sus guardaespaldas armenios para asesinar al usurpador. Coripo sugiere que fue el prefecto pretoriano Anastasio el auténtico cerebro de la trama. En mayo, en la víspera de la partida del ejército principal, Guntarico organizó un banquete. Invitó a Artabanes y Anastasio a que compartieran su mismo diván, lo que se consideraba un signo de honor. Durante el banquete, los armenios de Artabanes se abalanzaron sobre los guardaespaldas de Guntarico mientras el propio Artabanes daba supuestamente el golpe mortal a Guntarico.
Esta acción le granjeó gran honor y fama y Justiniano lo confirmó como magister militum de África. Preyecta, viuda de Areobindo y sobrina de Justiniano, con quien Guntarico estaba planeando casarse, le dio una rica recompensa por liberarla. A pesar de estar casado con una pariente del emperador, Artabanes se comprometió con ella y la envió de regreso a Constantinopla mientras solicitaba que lo retiraran del servicio en África para que pudieran casarse.

## Conspiración contra JustinianoI
Poco después, Artabanes fue de hecho llamado a Constantinopla y reemplazado en África por Juan Troglita. Recibió numerosos honores de Justiniano: fue nombrado magister militum praesentalis, comes foederatorum y cónsul honorario. A pesar de esto y de su gran popularidad, no pudo lograr su ambición de casarse con Preyecta. Su esposa acudió a la capital imperial y presentó su caso ante la emperatriz Teodora, que obligó a Artabanes a continuar con su esposa: no fue hasta después de la muerte de Teodora en el año 548 que pudo divorciarse. Para entonces Preyecta se había vuelto a casar.
Molesto por este asunto, poco después de la muerte de Teodora se involucró en la llamada conjura armenia. El auténtico instigador, sin embargo, fue un pariente suyo llamado Arsaces que propuso asesinar a Justiniano y elevar a Germano, primo de aquel, al trono. Los conspiradores pensaban que Germano era receptivo a sus planes, ya que no estaba satisfecho con la intromisión del emperador en la resolución del testamento de su hermano Boraides recientemente fallecido. Los conspiradores abordaron primero a Justino, hijo de Germano, y le revelaron la conjura. Inmediatamente, Justino informó a su padre que a su vez informó al comes excubitorum Marcelo. Para descubrir más de las intenciones de los conspiradores, Germano en persona se reunió con ellos mientras un ayudante de confianza de Marcelo se ocultaba cerca para escuchar la conversación. Aunque Marcelo dudó en informar a Justiniano sin más pruebas, finalmente reveló la conspiración al emperador. Justiniano ordenó encarcelar e interrogar a los conjurados, que fueron tratados con notable indulgencia. Artabanes fue despojado de tus cargos y confinado en palacio bajo custodia, pero fue perdonado pronto.

## Servicio en Italia
En el año 550, fue nombrado magister militum per Thracias y enviado para reemplazar al anciano senador Liberio en el mando de una expedición en curso en Sicilia, que había sido invadida recientemente por el rey ostrogodo Totila. La expedición había partido antes de que Artabanes pudiese ponerse al frente. Su propia flota fue esparcida por fuertes tormentas en el mar Jónico y hubo de retroceder. Cuando finalmente llegó a Sicilia, asedió las guarniciones godas dejadas allí por Totila después de abandonar la isla y no tardó en obligarlas a rendirse. Estuvo en Sicilia los siguientes dos años. Según Procopio, los habitantes de Crotona, en la península itálica, le enviaron reiteradas peticiones de ayuda porque estaban siendo asediados por los ostrogodos, pero Artabanes no hizo nada por ayudar a la ciudad.
En el año 553, cruzó al continente donde se unió al ejército de Narsés como uno de sus generales y, junto con otros generales, recibió la orden de ocupar los pasos de los Apeninos para hostigar a los francos que habían invadido la península en ese verano. Los generales se retiraron a Faventia después de que un contingente bizantino fuera derrotado en Parma, pero regresaron a esta localidad convencidos por Narses. Al año siguiente, Artabanes estuvo estacionado en Pisaurum con tropas bizantinas y hunas. En Fanum, tendió una emboscada a la vanguardia del ejército franco de Leutario, que regresaba a la Galia de una expedición de saqueo por el sur de Italia. La mayoría de los francos cayeron y, en la confusión, escaparon los cautivos llevándose gran parte del botín de los francos. Sin embargo, Artabanes no atacó al cuerpo principal del ejército de Leutario, ya que éste superaba con creces a sus propias fuerzas. Luego, marchó al sur donde se unió a la fuerza principal de Narsés y lo acompañó en la campaña contra el ejército franco restante que estaba al mando de Bucçlin. En la decisiva batalla de Casilino, saldada con victoria bizantina, dirigió la caballería en el flanco izquierdo, mientras Valeriano hacía lo propio en el derecho. Como parte de la estrategia de Narsés, estuvo oculto en un bosque cercano para atacar a los francos por la retaguardia y poder así rodearlos. Nada más se sabe de Artabanes tras la batalla.

## Familia
Artabanes descendía de los Arsácidas armenios, una de cuyas ramas se autoproclamaba independiente en las regiones orientales del Imperio bizantino en tiempos de Artabanes. Su padre se llamaba Juan y tuvo un hermano del mismo nombre que el padre.